# Lilás (álbum)
Lilás é o sexto álbum de estúdio do cantor e compositor brasileiro Djavan, lançado em 1984 pela CBS Records. O álbum foi visto como um disco mais pop, com fortes influências eletrônicas. Traz hits que consagraram seu nome na MPB, como a faixa-título, "Lilás", e "Esquinas". A canção "Infinito" foi usada na trilha sonora da novela Um Sonho a Mais, exibida pela Rede Globo, enquanto "Miragem" também foi trabalhada como single. No dia 11 de fevereiro de 2014, o álbum, assim como toda sua discografia, foi disponibilizado no iTunes.

## Sobre o álbum
O autor Hugo Sukman descreveu o álbum como o disco mais pop do cantor, onde ele mergulha nos recursos eletrônicos, como é visto na faixa-título, "Lilás". Para o mesmo, o álbum é predominantemente composto de baladas românticas, como as faixas "Esquinas", "Liberdade" e "Transe". O álbum destaca-se por apresentar um baião na faixa "Canto da Lira", além do samba "Obi". O álbum foi produzido por Erich Bulling.
A faixa-título, "Lilás", ganhou diversos covers durante décadas, sendo regravada e lançada como single pela banda Fat Family, já a canção "Esquinas" foi regravada pelo grupo Manhattan Transfer.

## Recepção
| Críticas profissionais | Críticas profissionais |
| Avaliações da crítica  | Avaliações da crítica  |
| Fonte                  | Avaliação              |
| ---------------------- | ---------------------- |
| Allmusic               | [ 4 ]                  |
| Notas Musicais         | [ 5 ]                  |

Lilás recebeu críticas favoráveis, apesar de terem sido inferiores ao aclamado Luz. Ambos Alvaro Neder do AllMusic e Mauro Ferreira do Notas Musicais avaliaram o álbum com 3 de 5 estrelas. Alvaro classificou-o como "álbum dançante, quase todo completo por sonoridades devotadas ao funk/soul," dando como exemplo de destaques as exceções "Esquinas" e, em suas palavras, "a ignorada" "Obi". O crítico também disse que o trabalho traz a rica interação rítmica entre as letras e o canto do cantor com o contratempo de funk. Para Mauro, "o eletrônico Lilás [...] se lambuzou com esses recursos [eletrônicos], embora tenha gerado dois clássicos para o cancioneiro de Djavan (Esquinas e a música-título Lilás)."

## Faixas
- Todas as faixas são composição de Djavan.

| Lado A |            |         |  |
| N.º    | Título     | Duração |  |
| 1.     | "Lilás"    | 4:43    |  |
| 2.     | "Infinito" | 5:19    |  |
| 3.     | "Esquinas" | 5:31    |  |
| 4.     | "Transe"   | 4:54    |  |
| 5.     | "Obi"      | 4:44    |  |

| Lado B |                 |         |  |
| N.º    | Título          | Duração |  |
| 6.     | "Miragem"       | 3:54    |  |
| 7.     | "Íris"          | 3:44    |  |
| 8.     | "Canto da Lira" | 4:24    |  |
| 9.     | "Liberdade"     | 4:18    |  |